# Il californiano (film 1937)
Il californiano (The Californian) è un film statunitense del 1937 diretto da Gus Meins.
È un film western con Ricardo Cortez, Marjorie Weaver e Katherine DeMille.

## Produzione
Il film, diretto da Gus Meins su una sceneggiatura e un soggetto di Gordon Newell, Gilbert Wright e Harold Bell Wright, fu prodotto da Sol Lesser per la Sol Lesser Productions e girato nell'Iverson Ranch a Los Angeles in California.

## Distribuzione
Il film fu distribuito negli Stati Uniti dal 18 luglio 1937 al cinema dalla Twentieth Century Fox Film Corporation. È stato poi pubblicato per l'home video negli Stati Uniti con il titolo The Gentleman from California.
Alcune delle uscite internazionali sono state:
- nel Regno Unito (Beyond the Law)
- in Belgio (The Californian)
- in Italia (Il californiano)